# Gib mir dein Wort
Gib mir dein Wort is een single van de Oostenrijkse schlagerzanger Freddy (Quinn). Tekst en muziek zijn van Lotar Olias en Walter Rothenburg. De zanger wordt begeleid door een orkest onder leiding van Hans Last bekend onder de naam James Last.

## Tracklist

### 7" Single
Polydor 52 181 [de] (1963)
1. "Gib mir dein Wort"
2. "Wie schön, daß du wieder zuhause bist"

## Hitnotering
| Gib mir dein Wort          | Gib mir dein Wort     | Gib mir dein Wort | Gib mir dein Wort | Gib mir dein Wort | Gib mir dein Wort | Gib mir dein Wort | Gib mir dein Wort | Gib mir dein Wort |
| Hitlijst                   | Datum van binnenkomst | Week:             | 1                 | 2                 | 3                 | 4                 | 5                 |                   |
| -------------------------- | --------------------- | ----------------- | ----------------- | ----------------- | ----------------- | ----------------- | ----------------- | ----------------- |
| Tijd voor Teenagers Top 10 | 2-5-1964              | Positie:          | 7                 | 8                 | 8                 | 10                | 10                | uit               |